# Acalolepta neopommeriana
Acalolepta neopommeriana là một loài bọ cánh cứng trong họ Cerambycidae.